# Innocent (píseň, Mike Oldfield)
„Innocent“ je píseň britského multiinstrumentalisty Mika Oldfielda. Vydána byla v roce 1989 a v britské hudební hitparádě se neumístila.
Obě písničky na singlu „Innocent“ pochází z Oldfieldova alba Earth Moving. Píseň „Innocent“ zpívá tehdejší Oldfieldova přítelkyně, norská zpěvačka Anita Hegerlandová. Na upravené verzi písničky „Earth Moving“ (na B straně singlu) pak znějí vokály Nikki 'B' Bentleyové.
Singl byl rovněž vydán i na dvanáctipalcové gramofonové desce a na CD. Tyto verze obsahuje navíc píseň „Innocent“ v odlišném mixu a s prodlouženou stopáží.

## Seznam skladeb
7" verze
1. „Innocent“ (Oldfield) – 3:25
2. „Earth Moving (Club Version)“ (Oldfield) – 4:02

12" verze
1. „Innocent (12" Mix by Bob Kraushaar)“ (Oldfield) – 5:35
2. „Innocent (7" Version)“ (Oldfield) – 3:25
3. „Earth Moving (Disco Version)“ (Oldfield) – 4:02

CD verze
1. „Innocent (7" Version)“ (Oldfield) – 3:25
2. „Innocent (12" Mix by Bob Kraushaar)“ (Oldfield) – 5:35
3. „Earth Moving (Disco Version)“ (Oldfield) – 4:02